# Educación en Australia
La educación en Australia abarca los sectores de la educación infantil (preescolar) y la educación primaria (escuelas primarias), seguidos de la educación secundaria (institutos) y, por último, la educación terciaria, que incluye la educación superior (universidades y otros proveedores de educación superior) y la formación profesional (organizaciones de formación registradas). La regulación y financiación de la educación es responsabilidad principalmente de los estados y territorios; sin embargo, el Gobierno australiano también desempeña un papel de financiación.
La educación en Australia es obligatoria entre los cuatro, cinco o seis años y los quince, dieciséis o diecisiete años, dependiendo del estado o territorio y de la fecha de nacimiento.
En la educación primaria y secundaria, las escuelas públicas escolarizan aproximadamente al 64 % de los estudiantes australianos, y aproximadamente el 36 % en escuelas no públicas. En el nivel terciario, la mayoría de las universidades australianas son públicas, y las tasas de los estudiantes se subvencionan a través de un programa de préstamos estudiantiles cuyo pago vence cuando los deudores alcanzan un determinado nivel de ingresos, conocido como HECS. Apoyándose en el Marco Australiano de Cualificaciones, implantado en 1995, Australia ha adoptado un sistema nacional de cualificaciones, que abarca la educación superior, la educación y formación vocacional (VET) y la educación escolar. Para las escuelas primarias y secundarias, se ha desarrollado e implantado progresivamente un Plan de Estudios Australiano nacional desde 2010.
El índice de educación, publicado con el índice de desarrollo humano de la ONU en 2018, basado en datos de 2017, situó a Australia en 0,929, el segundo más alto del mundo.

## Regulación y financiación
La regulación, el funcionamiento y la financiación de la educación es responsabilidad de los estados y territorios, ya que el Gobierno australiano no tiene un poder constitucional específico para aprobar leyes con respecto a la educación. Sin embargo, el Gobierno federal ayuda a financiar las escuelas no gubernamentales, ayuda a financiar las universidades públicas y subvenciona la educación terciaria a través de un plan nacional de préstamos estudiantiles, y regula los proveedores de educación profesional. En 2024-25, el Gobierno australiano invirtió el 7,2 % de su presupuesto federal en educación.
En 2022, el 96,3 % de los ingresos brutos de las escuelas públicas procedían de fondos públicos, el 76,4 % de las escuelas católicas y el 48,7 % de las escuelas independientes.La educación postobligatoria está regulada dentro del Marco Australiano de Calificaciones, un sistema unificado de calificaciones nacionales en las escuelas, la educación y formación profesional y el sector de la educación terciaria.
El año académico en Australia varía según los estados y las instituciones; sin embargo, generalmente va desde finales de enero/principios de febrero hasta principios/mediados de diciembre para las escuelas primarias y secundarias, con ligeras variaciones en las vacaciones entre trimestres y los colegios TAFE, y desde finales de febrero hasta mediados de noviembre para las universidades, con vacaciones y descansos estacionales para cada instituto educativo.

## Educación preescolar
La oferta pública en Australia durante los años anteriores al inicio de la escolarización es una innovación relativamente reciente. Históricamente, los programas de preescolar y prepreparatoria en Australia carecían relativamente de regulación, y los niños eran atendidos de manera informal por niñeras y por miembros de sus familias y allegados. Aunque sigue sin ser obligatoria la asistencia de los niños, desde 2009 el Gobierno federal se ha centrado en animar a las familias a matricular a sus hijos (a partir de los 4 años aproximadamente) en un centro preescolar o jardín de infancia que ofrezca educación y cuidados de calidad para la primera infancia. La legislación federal y estatal exige ahora que los servicios preescolares apliquen y ofrezcan una programación basada en el Marco de Aprendizaje de los Primeros Años, aprobado a escala nacional. La primera oportunidad que tienen muchos niños australianos de aprender con otras personas fuera de la crianza tradicional es la guardería o un grupo de juego dirigido por los padres. Este tipo de actividad no suele considerarse escolarización, ya que la educación preescolar está separada de la primaria en todos los estados y territorios excepto en Australia Occidental —donde la educación preescolar se imparte como parte del sistema de primaria— y Victoria, donde el marco estatal, el Marco de Aprendizaje y Desarrollo de los Primeros Años de Victoria (VEYLDF), que abarca a los niños desde el nacimiento hasta los ocho años, es utilizado por algunas escuelas por encima del marco nacional. En Queensland, los programas de preescolar suelen denominarse Kindergarten o Pre-Prep y suelen ser privados, pero reciben financiación estatal si se imparten durante al menos 600 horas al año y están a cargo de un profesor titulado.

## Educación primaria y secundaria

Personas que asisten a una escuela primaria como porcentaje de la población local en el censo de 2011, subdividida geográficamente por área local estadística.

En 2023, 4 086 998 de estudiantes estaban matriculados en 9629 escuelas primarias, secundarias y especiales en Australia. En 2023, las escuelas gubernamentales educaban al 64 % de todos los estudiantes, mientras que las escuelas católicas (19,7 %) y las escuelas independientes (16,3 %) educaban al resto. En el mismo año, había algo menos de 311 655 docentes de tiempo completo en las escuelas primarias y secundarias de Australia. La mayor parte de los costes de las escuelas públicas son sufragados por el gobierno del estado o territorio correspondiente. El Gobierno australiano proporciona la mayor parte de la financiación pública para las escuelas no gubernamentales, que es complementada por los estados y territorios.
Las escuelas no gubernamentales, tanto religiosas como laicas, suelen cobrar matrícula obligatoria y otras tasas. Las escuelas públicas no cobran tasas obligatorias, aunque muchas de ellas solicitan el pago de tasas «voluntarias» para sufragar determinados gastos.
Independientemente de que la escuela sea pública o privada, se rige por el mismo marco de normas curriculares, administrado por la Autoridad Australiana de Planes de Estudio, Evaluación e Informes. El marco es administrado por la Autoridad Australiana de Planes de Estudio, Evaluación e Informes. La mayoría de las escuelas exigen que los estudiantes usen uniformes escolares prescritos. Un año escolar en Australia comienza a fines de enero y culmina a mediados de diciembre, dividido entre dos períodos bianuales (semestres) a su vez subdivididos en cuatro periodos (terms) de aproximadamente 10 semanas de duración cada uno.

### Currículo australiano
Mientras que los gobiernos estatales y territoriales son responsables de la regulación y la prestación de la educación escolar dentro de su jurisdicción, a través del Consejo de Gobiernos Australianos, el Gobierno de la Mancomunidad ha desempeñado, desde 2014, un papel cada vez mayor en el establecimiento del currículo australiano que establece las expectativas de lo que se debe enseñar a todos los jóvenes australianos, independientemente de dónde vivan en Australia o de su origen. El desarrollo del currículo australiano se basa en los principios de mejora de la calidad, la equidad y la transparencia del sistema educativo de Australia. El currículo australiano se imparte de acuerdo a la designación  K-12: desde Pre-Año 1 (Kindergarten) hasta Año 9, se compone de las siguientes ocho áreas de aprendizaje: Inglés; Matemáticas; Ciencias; Humanidades y Ciencias Sociales; Artes; Tecnologías; Salud y Educación Física, así como Lenguas. En el currículo australiano, para los años 10, 11 y 12, quince asignaturas de secundaria superior a través de Inglés, Matemáticas, Ciencias, Historia y Geografía fueron aprobadas entre 2012 y 2013. La Autoridad Australiana de Planes de Estudio, Evaluación e Informes ha establecido los estándares de rendimiento que describen la calidad del aprendizaje (incluyendo la profundidad de la comprensión, la extensión de los conocimientos y la sofisticación de las habilidades) que se espera de los estudiantes que han estudiado el contenido de cada asignatura.

### Tipos de escuelas
Los tipos de escuelas en Australia se dividen en dos categorías: escuelas públicas, que son aquellas gestionadas por departamentos u organismos estatales o territoriales; y escuelas no públicas, que son aquellas que no están gestionadas por departamentos u organismos gubernamentales. Las escuelas no gubernamentales se agrupan en escuelas católicas (incluidas las escuelas privadas católicas) o privadas (otras escuelas no gubernamentales).
Los centros públicos reciben financiación del gobierno del estado o territorio correspondiente. Las escuelas no gubernamentales reciben financiación del Gobierno australiano y del gobierno del estado o territorio correspondiente y, en la mayoría de los casos, los padres deben copagar la educación de sus hijos.
Una pequeña parte de los alumnos se educan legalmente en casa, sobre todo en las zonas rurales. Parte de estos estudiantes complementan su educación con la Escuela del Aire, un programa educativo del gobierno australiano para facilitar el acceso a la enseñanza primaria y secundaria a niños en zonas remotas. En sus inicios este programa funcionaba a través de emisiones por radio, pero en la actualidad las clases se imparten en su gran mayoría por internet.

### Desempeño escolar
Según las evaluaciones PISA de 2022, los alumnos australianos de 15 años ocupaban el noveno puesto de la OCDE en lectura y ciencias y el décimo en matemáticas. Sin embargo, menos del 60 % de los estudiantes australianos alcanzaron el nivel de competencia nacional: el 51 % en matemáticas, el 58 % en ciencias y el 57 % en lectura.

## Educación terciaria

Personas que asisten a una institución terciaria como porcentaje de la población local en el censo de 2011, subdividida geográficamente por área local estadística.

La educación terciaria (o educación superior) en Australia es principalmente el estudio en la universidad o en una organización de formación profesional (conocida como technical and further education, TAFE) que cursa estudios de diploma o superiores con el fin de recibir una cualificación o más habilidades y formación.  
Un proveedor de educación superior es un organismo establecido o reconocido por o bajo la ley del Gobierno de Australia, un estado, el Territorio de la Capital Australiana o el Territorio del Norte. Los proveedores de EFP, tanto públicos como privados, están registrados por los gobiernos estatales y territoriales.
En 2021, 1 185 450 de estudiantes asistían a la universidad o a otro tipo de enseñanza superior. En Australia hay 42 universidades: 37 universidades públicas, 3 universidades privadas y 2 universidades privadas internacionales, En 2015, la universidad más grande de Australia era la Universidad de Monash en Melbourne: con cinco campus y 75 000 estudiantes. El Grupo de las Ocho (Go8) es una coalición de ocho prestigiosas universidades australianas establecida en 1999 las cuales comprenden conjuntamente más de dos tercios de la investigación universitaria del país.
Existen proveedores de educación superior no auto-acreditados por las autoridades estatales y territoriales, que suman más de 132 inscritos en los registros estatales y territoriales. Entre ellos hay varios que están registrados en más de un estado y territorio.
Todos los estudiantes que cursan una formación reconocida a nivel nacional deben tener un Identificador Único de Estudiante (USI).

### Estudiantes internacionales
Australia tiene la mayor proporción de estudiantes internacionales por habitante del mundo por un amplio margen, con 812 000 estudiantes internacionales matriculados en las universidades y centros de formación profesional del país en 2019. La educación internacional, por lo tanto, representa una de las mayores exportaciones del país y tiene una influencia pronunciada en la demografía del país, con una proporción significativa de estudiantes internacionales que permanecen en Australia después de la graduación con diversos visados de habilidades y empleo.

### Clasificaciones
Treinta y seis instituciones australianas de educación superior fueron incluidas en el QS World University Rankings para 2021; y 37 instituciones fueron incluidas en el Times Higher Education World University Rankings en el mismo año. A partir de 2020, 34 universidades australianas fueron incluidas en la Clasificación Académica de las Universidades del Mundo de China, con la Universidad de Melbourne logrando la clasificación global más alta, en el puesto 35º. En el mismo año, según el U.S. News & World Report Best Global Universities Rankings, 38 universidades australianas estaban clasificadas, desde la Universidad de Melbourne, en el puesto 25, hasta la Universidad Bond, en el puesto 1133.